# Bahnhof Milano Dateo

Der Bahnhof Milano Dateo ist ein unterirdischer Haltepunkt auf dem „Passante ferroviario“, der Stammstrecke der Mailänder S-Bahn, und auf der Linie M4 der U-Bahn.

## Geschichte
Der Bahnhof Milano Dateo wurde mit dem Fahrplanwechsel des 30. Juni 2002 in Betrieb genommen. Sie stellte den temporäre Endpunkt des von Porta Venezia kommenden Streckenabschnitts.
Mit dem Fahrplanwechsel des 12. Dezember 2004 wurde die Strecke weiter nach Milano Porta Vittoria verlängert. Deshalb wurde der Bahnhof Dateo betrieblich nur ein Haltepunkt.
Am 26. November 2022 wurde die U-Bahnlinie M4 in Betrieb genommen.

## Lage
Ähnlich den Mailänder U-Bahnhöfen hat der Bahnhof Dateo zwei Gleise mit Seitenbahnsteigen. Über dem Gleisniveau befindet sich ein überdimensioniertes Zwischengeschoss mit Zutrittskontrolle.

## Bilder

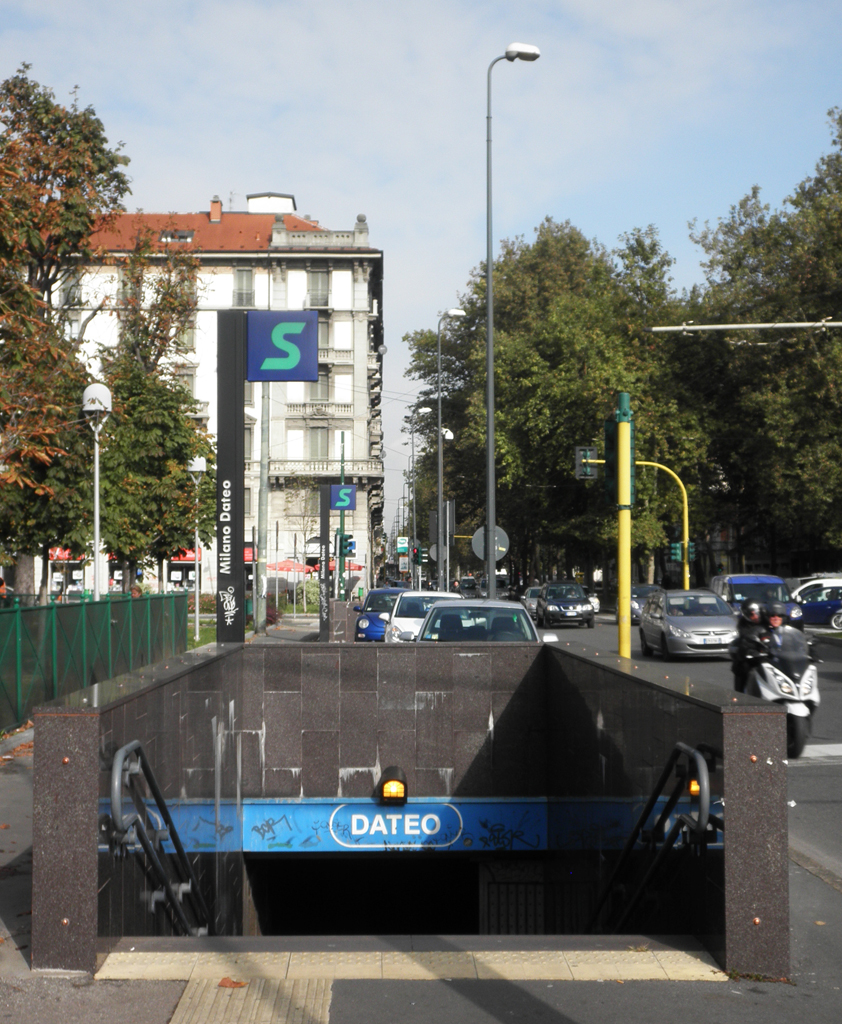
Treppeneingang
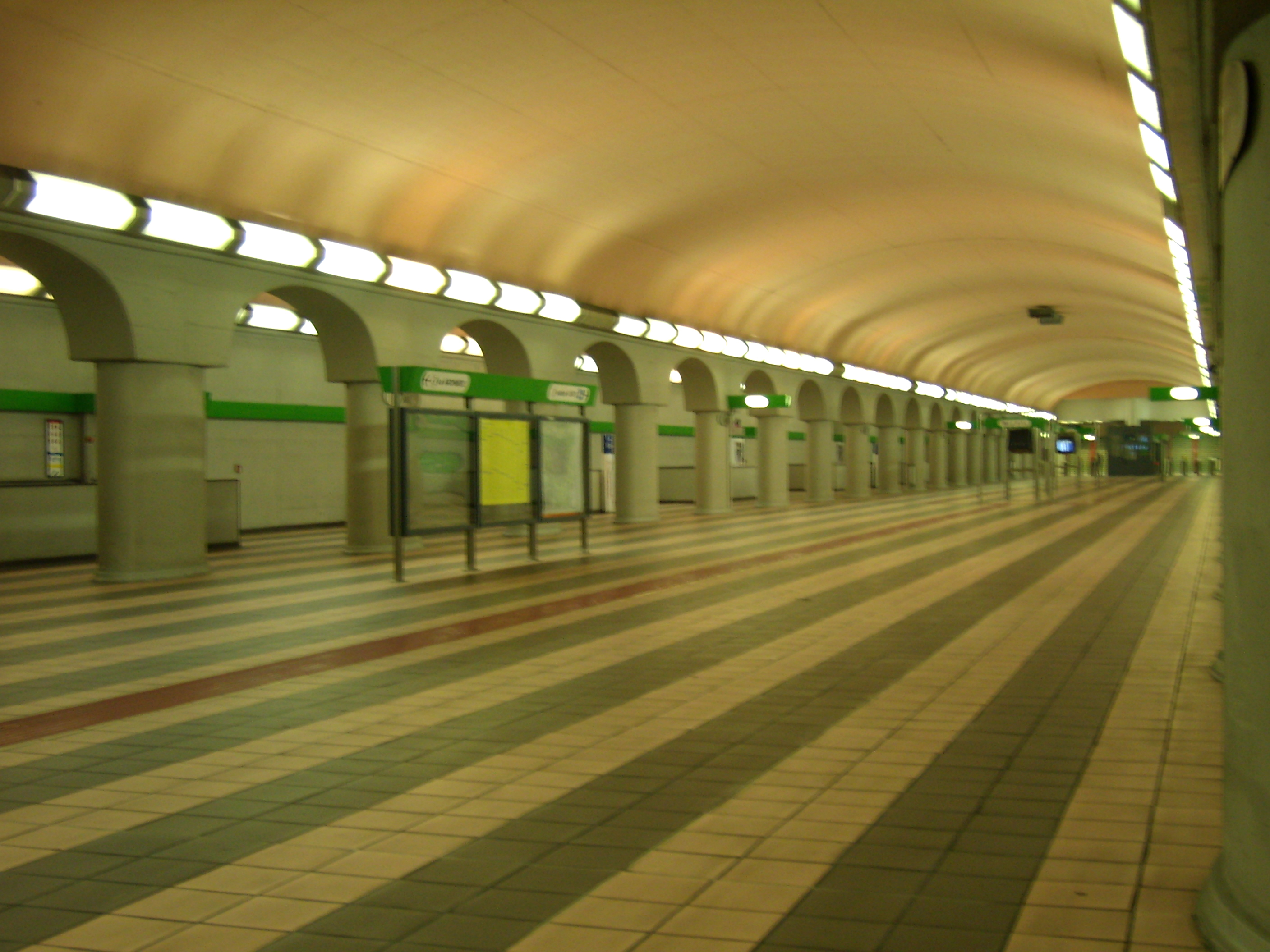
Zwischengeschoss
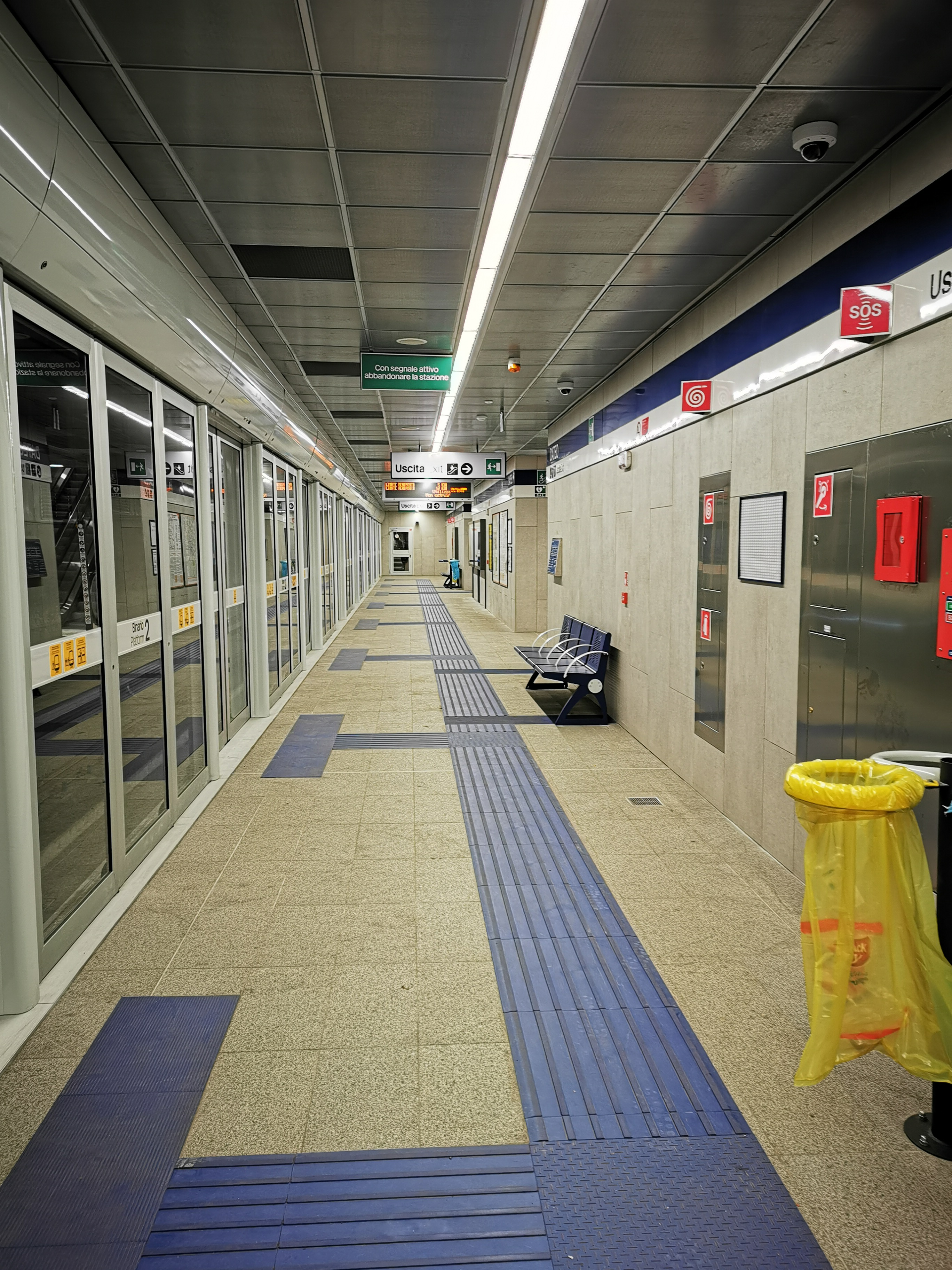
U-Bahnhof

## Anbindung
Am Bahnhof besteht eine Anbindung zur Obuslinie 92 und zu den Buslinien 54 und 61.
| Linie | Verlauf |
| ----- | --- |
|       | San Cristoforo FS – Segneri – Gelsomini – Frattini – Tolstoj – Bolivar – Coni Zugna – Sant’Ambrogio – De Amicis – Vetra – Santa Sofia – Sforza-Policlinico – San Babila – Tricolore – Dateo – Susa – Argonne – Stazione Forlanini – Repetti – Linate Aeroporto |
|       | Saronno – Saronno Sud – Caronno Pertusella – Cesate – Garbagnate Milanese – Garbagnate Parco delle Groane – Bollate Nord – Bollate Centro – Novate Milanese – Milano Nord Quarto Oggiaro – Milano Bovisa Politecnico – Milano Lancetti – Milano Porta Garibaldi – Milano Repubblica – Milano Porta Venezia – Milano Dateo – Milano Porta Vittoria – Milano Rogoredo – San Donato Milanese – Borgolombardo – San Giuliano Milanese – Melegnano – San Zenone al Lambro – Tavazzano – Lodi      |
|       | Mariano Comense – Cabiate – Meda – Seveso – Cesano Maderno – Bovisio Masciago-Mombello – Varedo – Palazzolo Milanese – Paderno Dugnano – Cormano-Cusano Milanino – Milano Bruzzano – Milano Affori – Milano Bovisa Politecnico – Milano Lancetti – Milano Porta Garibaldi – Milano Repubblica – Milano Porta Venezia – Milano Dateo – Milano Porta Vittoria – Milano Rogoredo |
|       | Varese – Gazzada-Schianno-Morazzone – Castronno – Albizzate-Solbiate Arno – Cavaria-Oggiona-Jerago – Gallarate – Busto Arsizio – Legnano – Canegrate – Vanzago-Pogliano – Rho – Rho Fiera – Milano Certosa – Milano Villapizzone – Milano Lancetti – Milano Porta Garibaldi – Milano Repubblica – Milano Porta Venezia – Milano Dateo – Milano Porta Vittoria – Milano Forlanini – Segrate – Pioltello-Limito – Vignate – Melzo – Pozzuolo Martesana – Trecella – Cassano d’Adda – Treviglio |
|       | Novara – Trecate – Magenta – Corbetta-Santo Stefano Ticino – Vittuone-Arluno – Pregnana Milanese – Rho – Rho Fiera – Milano Certosa – Milano Villapizzone – Milano Lancetti – Milano Porta Garibaldi – Milano Repubblica – Milano Porta Venezia – Milano Dateo – Milano Porta Vittoria – Milano Forlanini – Segrate – Pioltello-Limito – Vignate – Melzo – Pozzuolo Martesana – Trecella – Cassano d’Adda – Treviglio                                                                        |
|       | Milano Bovisa Politecnico – Milano Lancetti – Milano Porta Garibaldi – Milano Repubblica – Milano Porta Venezia – Milano Dateo – Milano Porta Vittoria – Milano Rogoredo – San Donato Milanese – Borgolombardo – San Giuliano Milanese – Melegnano |
|       | Milano Bovisa Politecnico – Milano Lancetti – Milano Porta Garibaldi – Milano Repubblica – Milano Porta Venezia – Milano Dateo – Milano Porta Vittoria – Milano Rogoredo – Locate Triulzi – Villamaggiore – Certosa di Pavia – Pavia |